# NWA North American Heavyweight Championship (post-1993 version)
Il NWA North American Heavyweight Championship (post-1993version) è stato un titolo di wrestling promosso dalle federazioni affiliate alla National Wrestling Alliance (NWA).
Il titolo fu attivo dal 1994 al 2017, quando la NWA terminò il sistema dei territori.

## Storia
Il titolo fa parte di una serie di riconoscimenti con lo stesso nome promossi dai territori della NWA. Nel 1994, in seguito alla diaspora della World Championship Wrestling (WCW), la National Wrestling Alliance istituì una versione unica di una serie di titoli promossi nel corso degli anni '60 e '70 all'interno dei suoi territori, riconoscendogli un'importanza inferiore al solo NWA World Heavyweight Championship. 
Il titolo fu disattivato nel 2017, quando la NWA fu acquisita dalla Lightning One Inc., che terminò le collaborazioni con tutti i territori e disattivò tutti i titoli all'infuori di quelli mondiali. 

## Albo d'oro
| Legenda  |                                                                               |
| -------- | ----------------------------------------------------------------------------- |
| #        | Indica il numero del regno titolato                                           |
| Regno    | Viene indicato il numero del regno del campione                               |
| Data     | La data in cui il titolo è stato vinto                                        |
| Località | Indica il luogo in cui il titolo è stato vinto                                |
| Note     | Indica notizie particolari riguardanti i cambi di titolo o altre informazioni |

| #  | Campione           | Regno | Data              | Giorni | Località                    | Evento                          | Note | Fonti  |
| -- | ------------------ | ----- | ----------------- | ------ | --------------------------- | ------------------------------- | --- | ------ |
| 1  | Greg Valentine     | 1     | ottobre 1994      | --     | --                          | --                              | Il titolo fu assegnato d'ufficio a Valentine. | [ 2 ]  |
| 2  | Kevin Von Erich    | 1     | 7 gennaio 1995    | 8      | Dallas, Texas               | NWA Dallas                      | | [ 3 ]  |
| 3  | John Hawk          | 1     | 15 gennaio 1995   | 62     | Dallas, Texas               | NWA Dallas                      | | [ 4 ]  |
| 4  | Greg Valentine     | 1     | 18 marzo 1995     | --     | Dallas, Texas               | NWA Dallas                      | | [ 5 ]  |
| —  | Vacante            | —     | maggio 1995       | —      | —                           | —                               | Il titolo fu reso vacante quando la NWA Dallas cessò le attività. |        |
| 5  | Tommy Cairo        | 1     | 24 giugno 1995    | 441    | Williamstown, New Jersey    | NWA New Jersey                  | In un torneo per riassegnare il titolo vacante e trasferito alla NWA New Jersey, sconfiggendo in finale Devon Storm.                                                                  | [ 6 ]  |
| 6  | Reckless Youth     | 1     | 7 settembre 1996  | 217    | Yardville, New Jersey       | NWA New Jersey                  | Sconfiggendo Derrick Domino per il titolo dopo che Cairo rifiutò di difendere il titolo.                                                                                              | [ 7 ]  |
| 7  | Lance Diamond      | 1     | 12 aprile 1997    | 14     | Cherry Hill, New Jersey     | 2° Eddie Gilbert Memorial Brawl | | [ 8 ]  |
| 8  | Ace Darling        | 1     | 26 aprile 1997    | 49     | Wilmington, Delaware        | House show                      | |        |
| 9  | Reckless Youth     | 2     | 14 giugno 1997    | 198    | Vineland, New Jersey        | NWA New Jersey                  | | [ 9 ]  |
| —  | Vacante            | —     | 29 dicembre 1997  | —      | —                           | —                               | Il titolo fu reso vacante per poter essere utilizzato all'interno di una storyline congiunta con la World Wrestling Federation.                                                       |        |
| 10 | Jeff Jarrett       | 1     | 5 gennaio 1998    | 55     | New Haven, Connecticut      | WWF Raw is War                  | In uno spareggio per riassegnare il titolo contro Barry Windham | [ 10 ] |
| 11 | Barry Windham      | 1     | 1 marzo 1998      | 1      | --                          | --                              | Il titolo fu assegnato d'ufficio a Windham quando Jarrett lasciò la NWA. |        |
| —  | Vacante            | —     | 2 marzo 1998      | —      | —                           | —                               | La NWA revocò la decisione, privando Windham del titolo. |        |
| 12 | The Colorado Kid   | 1     | 1 agosto 1998     | 147    | Nashville, Tennessee        | House show                      | Sconfiggendo Recon in uno spareggio per riassegnare il titolo vacante. Colorado Kid deteneva anche il MCW Championship della Music City Wrestling, che unificò all'interno di questo. |        |
| 13 | Chris Michaels     | 1     | 26 dicembre 1998  | 14     | Nashville, Tennessee        | House show                      | |        |
| 14 | The Colorado Kid   | 2     | 9 gennaio 1999    | 246    | Nashville, Tennessee        | House show                      | |        |
| 15 | Big Bully Douglas  | 1     | 12 settembre 1999 | 48     | Nashville, Tennessee        | House show                      | |        |
| 16 | Mike Rapada        | 3     | 30 ottobre 1999   | 7      | Lebanon, Tennessee          | House show                      | Rapada era già stato campione con il nome di The Colorado Kid. |        |
| 17 | Terry Taylor       | 1     | 6 novembre 1999   | 49     | Nashville, Tennessee        | House show                      | |        |
| 18 | The Colorado Kid   | 4     | 25 dicembre 1999  | 138    | Nashville, Tennessee        | House show                      | |        |
| 19 | Air Paris          | 1     | 11 maggio 2000    | 9      | Fairview, Tennessee         | House show                      | |        |
| 20 | Chris Harris       | 1     | 20 maggio 2000    | 117    | Nashville, Tennessee        | House show                      | |        |
| 21 | Mike Rapada        | 5     | 14 settembre 2000 | 6      | Lebanon, Tennessee          | House show                      | |        |
| —  | Vacante            | —     | 20 settembre 2000 | —      | —                           | —                               | Rapada rese il titolo vacante dopo aver conquistato il NWA World Heavyweight Championship                                                                                             |        |
| 22 | Steve Corino       | 1     | 13 aprile 2001    | 8      | North Richland Hills, Texas | NWA Southwest Lonestar Slamfest | In uno spareggio per riassegnare il titolo contro Redd Dogg. | [ 11 ] |
| 23 | Robbie Royce       | 1     | 21 aprile 2001    | 85     | Winnipeg, Manitoba          | CWF                             | | [ 12 ] |
| —  | Vacante            | —     | 15 luglio 2001    | —      | —                           | —                               | Il titolo fu reso vacante quando Royce lasciò la Canadian Wrestling Federation. |        |
| 24 | Dark Rain          | 1     | 29 luglio 2001    | 28     | Winnipeg, Manitoba          | CWF                             | In un torneo per riassegnare il titolo vacante, sconfiggendo in finale Gene Swan. | [ 13 ] |
| 25 | Spyder             | 1     | 26 agosto 2001    | 48     | Winnipeg, Manitoba          | CWF                             | | [ 14 ] |
| 26 | Quinn Magnum       | 1     | 13 ottobre 2001   | 350    | Saint Petersburg, Florida   | 53º Anniversario                | | [ 15 ] |
| 27 | Paul Atlas         | 1     | 28 settembre 2002 | 28     | McKeesport, Pennsylvania    | NWA East                        | | [ 16 ] |
| 28 | Jorge Estrada      | 1     | 26 ottobre 2002   | 189    | Corpus Christi, Texas       | 54º Anniversario                | | [ 17 ] |
| 29 | Hotstuff Hernandez | 1     | 3 maggio 2003     | 147    | Cornelia, Georgia           | NWA Wildside                    | | [ 18 ] |
| 30 | JT Wolfen          | 1     | 27 settembre 2003 | 742    | Honolulu, Hawaii            | House show                      | |        |
| 31 | Tommy Marr         | 1     | 8 ottobre 2005    | 196    | Nashville, Tennessee        | 57º Anniversario                | | [ 19 ] |
| 32 | Dru Onyx           | 1     | 22 aprile 2006    | 489    | Altamonte Springs, Florida  | SCW Spring Breakout             | | [ 20 ] |
| 33 | Damien Wayne       | 1     | 24 agosto 2007    | 106    | Las Vegas, Nevada           | NWA Pro Wrestling Summit        | | [ 21 ] |
| 34 | Mike DiBiase       | 1     | 8 dicembre 2007   | 511    | Elkin, Carolina del Nord    | House show                      | |        |
| 35 | Apolo              | 1     | 2 maggio 2009     | 273    | Tyler, Texas                | NWA Showcase                    | | [ 22 ] |
| 36 | The Sheik II       | 1     | 30 gennaio 2010   | 451    | Fort Pierce, Florida        | PWF Pandemonium at the Pal      | | [ 23 ] |
| —  | Vacante            | —     | 26 aprile 2011    | —      | —                           | —                               | The Sheik rese il titolo vacante dopo aver conquistato il NWA World Heavyweight Championship                                                                                          |        |
| 37 | Shaun Tempers      | 1     | 25 giugno 2011    | 475    | Cornelia, Georgia           | NWA Anarchy                     | In uno spareggio per riassegnare il titolo contro Ace Rockwell. | [ 24 ] |
| 38 | Carson             | 1     | 12 ottobre 2012   | 91     | Cypress, Texas              | NWA Houston Redemption          | | [ 25 ] |
| 39 | Byron Wilcott      | 1     | 11 gennaio 2013   | 99     | Cypress, Texas              | NWA Houston Next Level          | | [ 26 ] |
| 40 | Kahagas            | 1     | 20 aprile 2013    | 391    | Houston, Texas              | NWA Houston Parade of Champions | | [ 27 ] |
| 41 | Byron Wilcott      | 2     | 16 maggio 2014    | 154    | Sherman, Texas              | NWA Texoma                      | | [ 28 ] |
| 42 | Tim Storm          | 1     | 17 ottobre 2014   | 177    | Sherman, Texas              | House show                      | |        |
| 43 | Jax Dane           | 1     | 12 aprile 2015    | 46     | Las Vegas, Nevada           | Vendetta Pro Casino Royale      | Dane deteneva anche il NWA National Heavyweight Championship e in alcune occasioni difese entrambi i titoli contemporaneamente.                                                       | [ 29 ] |
| —  | Vacante            | —     | 28 maggio 2015    | —      | —                           | —                               | Dane dovette rendere entrambi i titoli vacanti a causa di un infortunio. | [ 30 ] |
| 44 | Tim Storm          | 2     | 17 luglio 2015    | 365    | Sherman, Texas              | House show                      | In un torneo per riassegnare il titolo vacante, sconfiggendo in finale Andy Anderson.                                                                                                 |        |
| 45 | Tyson Dean         | 1     | 16 luglio 2016    | 266    | Pavo, Georgia               | NWA SW Southern Summer Showcase | | [ 31 ] |
| 46 | Mustang Mike       | 1     | 8 aprile 2017     | 175    | Amelia, Louisiana           | House show                      | |        |
| —  | Disattivato        | —     | 30 settembre 2917 | —      | —                           | —                               | La NWA terminò le collaborazioni con i suoi territori, disattivando il titolo. |        |